# Опорний сигнал
Опо́рний сигна́л (ОС), що створює джерело постійної або змінної напруги із стабільними в часі параметрами: рівнем або амплітудою, частотою, фазою. 
В радіоелектроніці ОС використовують, в основному, як еталонний при здійсненні автоматичного керування відповідними параметрами інших джерел сигналів. Це стабілізація постійної напруги чи струму або підтримання заданих параметрів (амплітуди, частоти, фази) інших джерел у відповідності до параметрів джерела ОС. 